# Petrodollar
En petrodollar är en US-dollar som ett land tjänar på att sälja råolja. Begreppet myntades av Ibrahim Oweiss, en ekonomiprofessor vid Georgetown University 1973, för att beskriva effekterna av Opecländernas stora intäkter av sin oljeexport under 1970-talet.